# Neustadt/Westerwald
Neustadt/Westerwald este o comună din landul Renania-Palatinat, Germania.